# HiPhi
HiPhi（ハイファイ）は、かつて存在した中国の自動車メーカー。上海に本社を置いていた。新エネルギー車の開発にフォーカスする華人運通の傘下に位置し、電気自動車の設計・開発を専門とするブランドであった。
HiPhiの初車両となる「HiPhi X」は、2019年7月31日に売り出され、同車の航続距離は400マイルとなっている。
2024年2月に工場を6か月間停止したのち、再稼働することなく、同年8月に倒産した。

## 歴史
HiPhiブランドは、2019年7月31日に華人運通によって、一つ目のコンセプトカー「HiPhi 1」の公開とともに設立された。
2019年10月16日、ニコラス・ユエ（英：Nicolas Huet）が入社し、HiPhiデザインの副社長に就任した。2020年4月、上海の陸家嘴にHiPhiの初めてとなるブランド体験型店舗がオープンした。
ファーストモデル「HiPhi X」は、2020年10月に中国市場で正式に購入できるようになり、大量生産車の第1陣は2021年5月に納車された。セカンドモデル「HiPhi Z」は、2021年11月に登場した。
中国自動車技術研究センターによって発行されている月間の自動車販売報告書によれば、「HiPhi X」は、2位のポルシェ・タイカンを差し置いて、2021年9月時点で中国国内において最も良く売れたプレミアム電気自動車となっている。
2024年8月8日、事業拡大のための資金調達に失敗し、親会社のヒューマン・ホライゾンズが破産を申請した。

## 車種

### HiPhi X

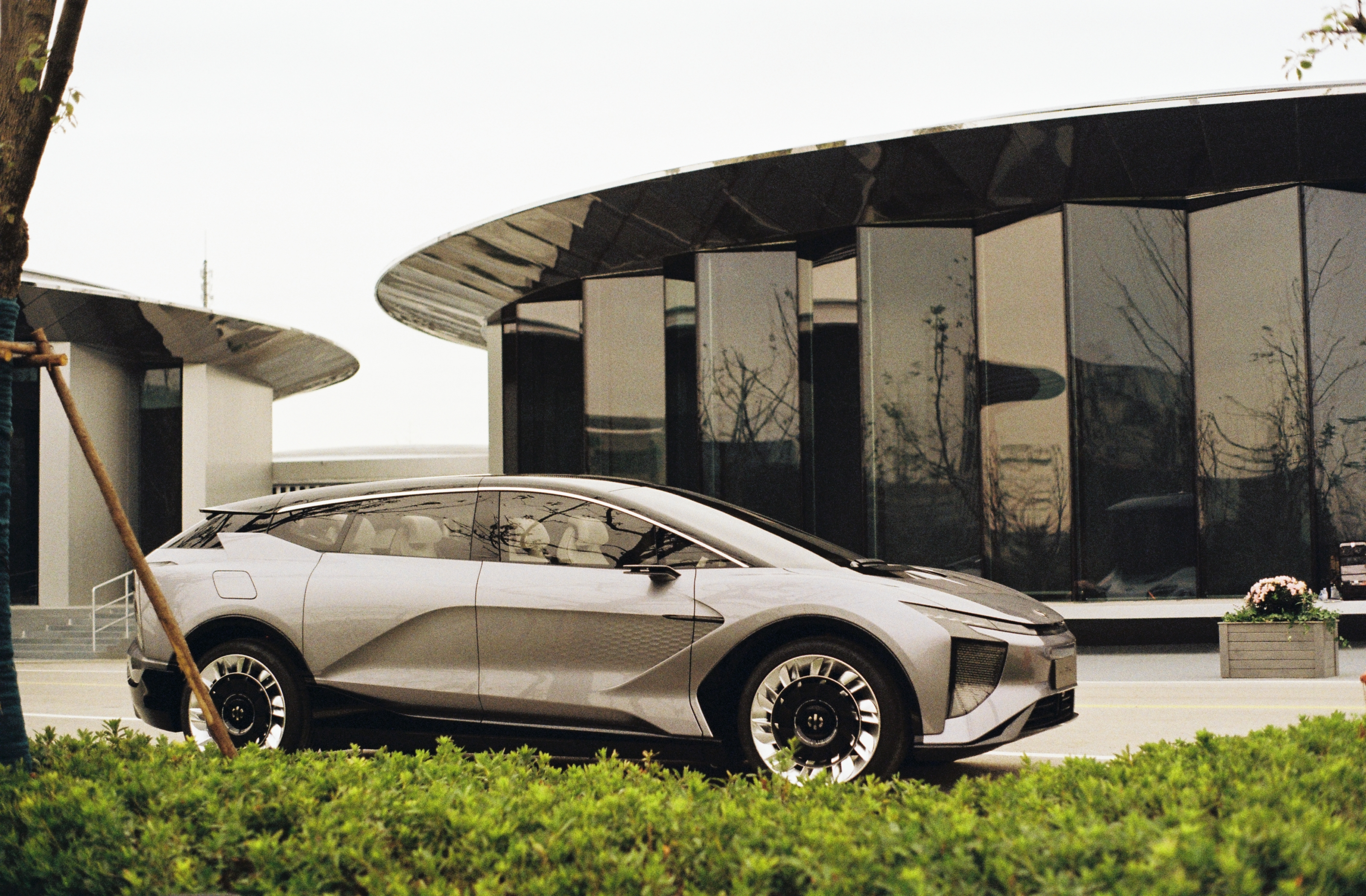
HiPhi 1 concept car

HiPhiブランドの最初の製品は、フルサイズの電動クロスオーバーSUV「HiPhi X」であり、元はというとHiPhi 1 コンセプトの製品バージョンであった。HiPhi Xは「NTドアシステム」などの機能を備えており、2022年1月時点で4200台が販売されている。

### HiPhi Z
5ドアのシューティングブレーク「HiPhi Z」は、HiPhiブランドの2番目のモデルである。2021年11月に明かされたHiPhi Zは、同ブランドの2番目のフラッグシップ（主力）車に位置付けられ、またHiphi Xと同じプラットホームがベースになっている。2021年11月に公開された車両は、生産開始前のプロトタイプコンセプトであったが、そのデザインの95パーセントが製造に達する見込みで、量産型モデルは2022年4月の北京モーターショーで公式に披露されることが決まっている。

### HiPhi Y
2023年4月に初公開された電動SUV。